# Kanton Plestin-les-Grèves
Kanton Plestin-les-Grèves (fr. Canton de Plestin-les-Grèves) je francouzský kanton v departementu Côtes-d'Armor v regionu Bretaň. Tvoří ho devět obcí.

## Obce kantonu
- Lanvellec
- Plestin-les-Grèves
- Ploumilliau
- Plouzélambre
- Tréduder
- Trémel
- Saint-Michel-en-Grève
- Trédrez-Locquémeau
- Plufur